# (5099) Iainbanks
(5099) Iainbanks es un asteroide perteneciente al cinturón de asteroides, descubierto el 16 de febrero de 1985 por Henri Debehogne desde el Observatorio de La Silla, Chile.

## Designación y nombre
Designado provisionalmente como 1985 DY1. Fue nombrado Iainbanks en honor al escritor escocés Iain M. Banks conocido por la serie La Cultura de novelas de ciencia ficción.

## Características orbitales
Iainbanks está situado a una distancia media del Sol de 2,485 ua, pudiendo alejarse hasta 2,613 ua y acercarse hasta 2,356 ua. Su excentricidad es 0,051 y la inclinación orbital 1,182 grados. Emplea 1430,93 días en completar una órbita alrededor del Sol.

## Características físicas
La magnitud absoluta de Iainbanks es 13,2. Tiene 6,180 km de diámetro y su albedo se estima en 0,243.